# Sigrid Behrens
Sigrid Behrens (* 28. Mai 1976 in Hamburg) ist eine deutsche Künstlerin und Schriftstellerin.

## Leben
Sigrid Behrens entstammt einer deutsch-französischen Familie und
wuchs zweisprachig auf. Sie studierte Kunst an der Hamburger Hochschule für Bildende Künste und  Germanistik an der Universität Hamburg. Zeitweise hielt sie sich in Genf auf. Als Künstlerin beschäftigt sie sich vor allem mit multimedialen Installationen und typografischen Arbeiten. Daneben ist sie als Verfasserin literarischer Texte hervorgetreten. Behrens lebt  heute als freie Schriftstellerin in Hamburg. 2006 nahm sie am Ingeborg-Bachmann-Wettbewerb in Klagenfurt teil.
Sigrid Behrens ist Verfasserin von Prosatexten und Theaterstücken.
Sigrid Behrens gehört dem Forum Hamburger Autoren an. Sie erhielt u. a. 2002 einen Hamburger Förderpreis für Literatur, 2003 je ein Stipendium des Klagenfurter Literaturkurses und des Literarischen Colloquiums Berlin sowie 2007 den Würzburger Leonhard-Frank-Preis.

## Werke
- Fundstücke. Februar bis Mai 1998. Material-Verlag, Hamburg 1998.
- D übersetzen, F traduire Material-Verlag, Hamburg 2000.
- Rapport. Eine Szene. Drei-Masken-Verlag, München 2001.[1]
- Paarweisen. Ein Eiertanz. Drei-Masken-Verlag, München 2004.[2]
- Diskrete Momente. Hanser, München 2007, ISBN 978-3-446-20815-5.
- Gute Menschen. Minimal Trash Art, Hamburg 2022, ISBN 978-3-9814175-6-2